# Messe rouge

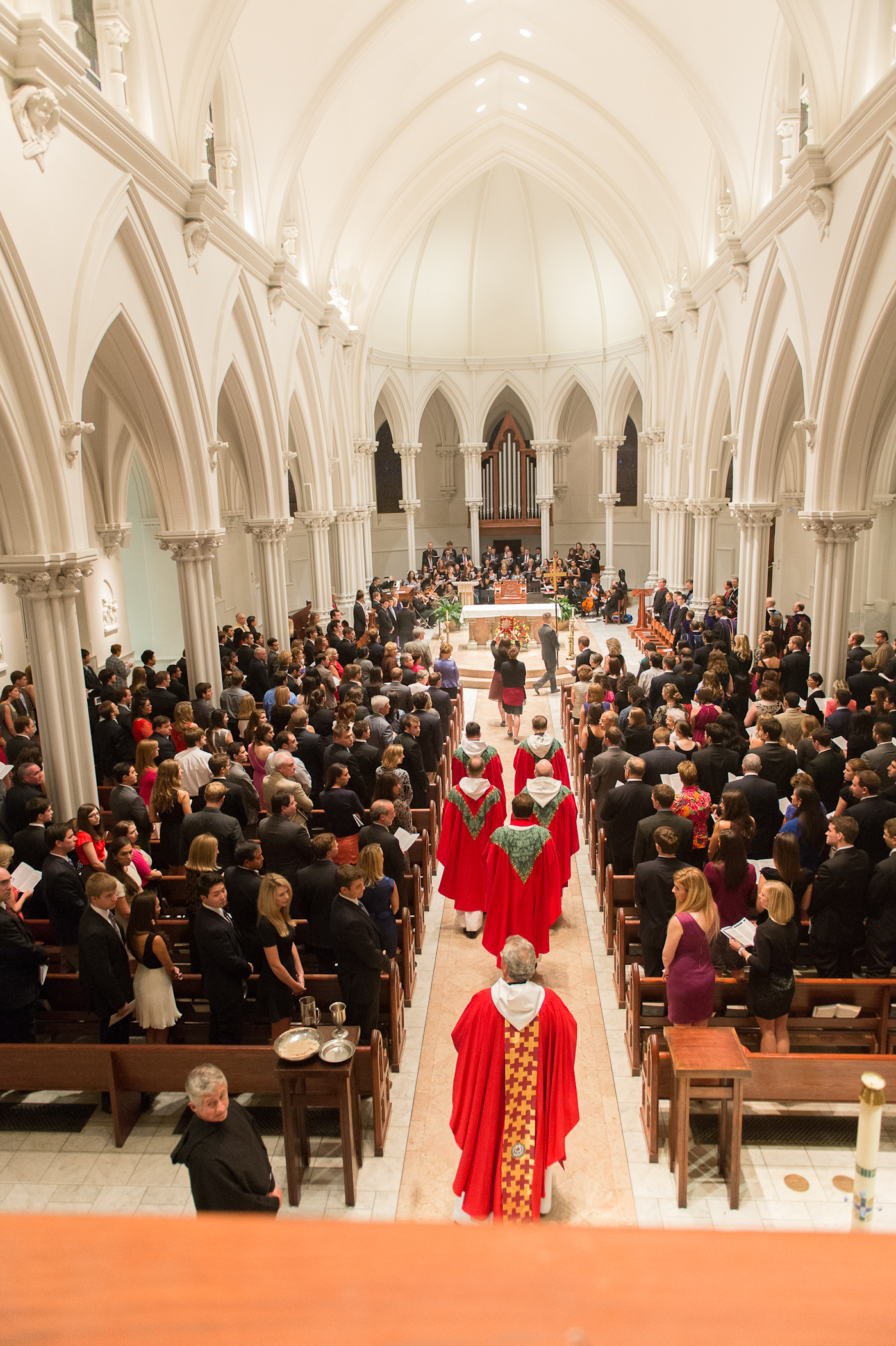
Une messe rouge en 2012.

Une messe rouge est une messe solennelle célébrée chaque année par l'Église catholique pour tous les membres de la profession juridique, quelle que soit leur appartenance religieuse : juges, avocats, professeurs de droit, étudiants en droit et représentants du gouvernement, marquant l'ouverture de l'année judiciaire.

## Étymologie
La dominante écarlate des magistrats "en grand costume" ainsi que des habits liturgiques rouges spécifiques à la messe votive du Saint-Esprit vaut rapidement son appellation à la "messe rouge". 

« Rouge la robe du cardinal-archevêque de Paris, debout devant son fauteuil d'or auprès du maître-autel. Rouges à droite les loges des conseillers de la Cour suprême. Rouges à gauche les membres de la Cour d'appel ; rouge derrière eux le procureur général ; rouges les avocats généraux, et rouges leurs substituts : tout est rouge. L'effet est magnifique. »

— Alexandre Dumas, Le Palais de Justice de Paris : son monde et ses mœurs
On l'appelait encore : "messe des révérences", car le cérémonial était particulièrement strict et difficile à observer.

## Histoire

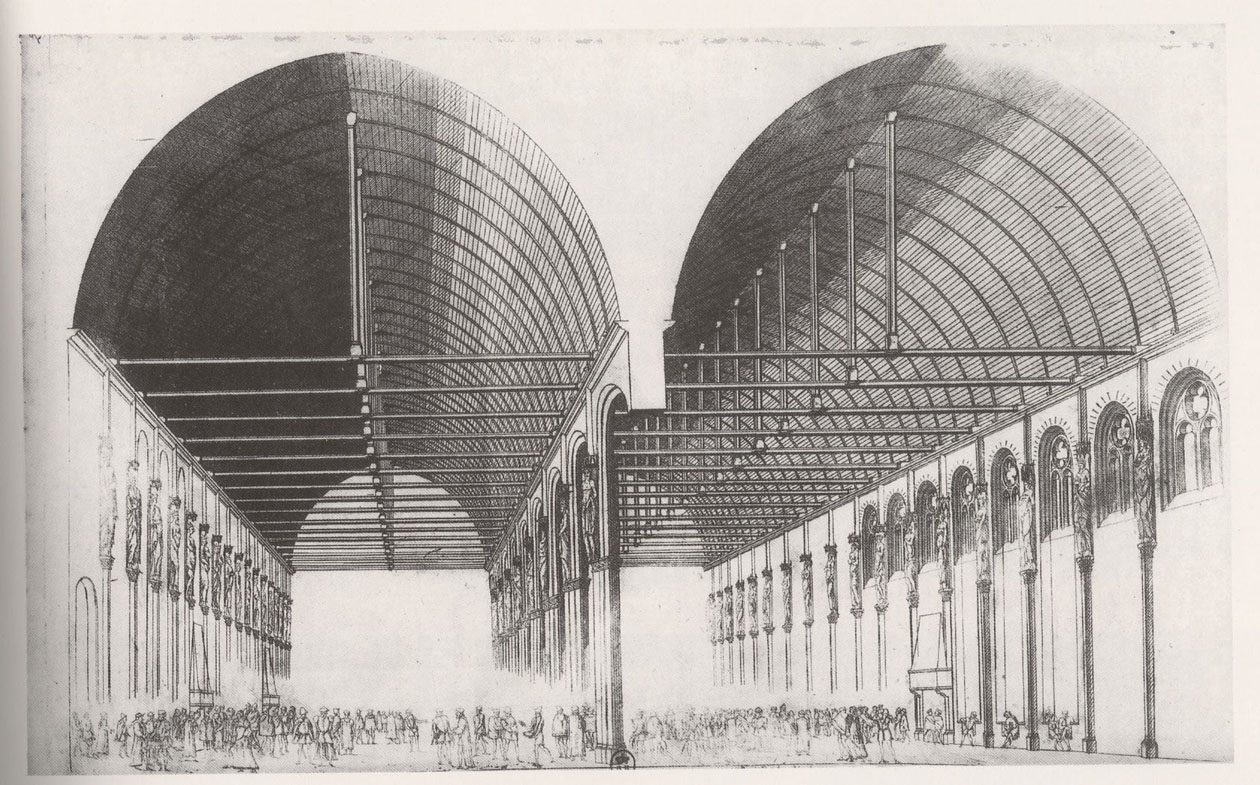
Au Moyen Âge, la messe rouge est célébrée à l'autel de Saint-Nicolas dans la Grand'Salle du Palais de la Cité.

La première messe rouge a été célébrée dans la cathédrale de Paris en 1245. Puis, chaque année, le lendemain de la Saint-Martin, le parlement de Paris fait sa rentrée en participant à une messe solennelle du Saint-Esprit. Se déroulant au sein même du Palais de la Cité, dans la « chapelle de la Grand-Salle du Palais », cette cérémonie était naturellement placée sous la responsabilité du clergé de la Sainte-Chapelle. Les magistrats, en corps, y étaient revêtus de leur robe d’apparat rouge. Depuis Paris, la tradition s'est propagée à la plupart des pays européens.
Louis XI fait élever dans la Grand'Salle du Palais de la Cité la chapelle de Saint-Nicolas, où chaque matin l'on célébrait la messe avant l'ouverture des audiences et où se chantait aussi la messe solennelle de rentrée, la messe rouge.
Aux moments des offrandes, tout le monde y allait à son rang, en saluant la compagne et le clergé, donnant à ce que la messe prenne le nom de "Messe des Révérences" sous le règne de Louis XIV.
À l'époque de Louis XV, la messe rouge a encore lieu au Palais mais il est connu alors sous le nom de Palais Marchand tant les échafaudages et tréteaux couverts de marchandises en font un souk. Pour la messe, une des nombreuses galeries doit être nettoyée.
Dans l'Ancien Régime, le déploiement du faste autour de la Messe rouge par une certaine oligarchie parlementaire donne lieu à l'écriture de pamphlets critiques. En 1790, malgré son interdiction par un décret de l'Assemblée constituante de 1789,  la messe rouge est encore célébrée pour la dernière fois par les Parlements avant la Révolution française .
Au début de la Restauration, la messe rouge reprend, avec valeur de serment pour ceux qui y assistent: elle remplace logiquement les anciens "juratoires" supprimés avec les Parlements. La rentrée est l'occasion de renouveler les engagements de rendre la justice.

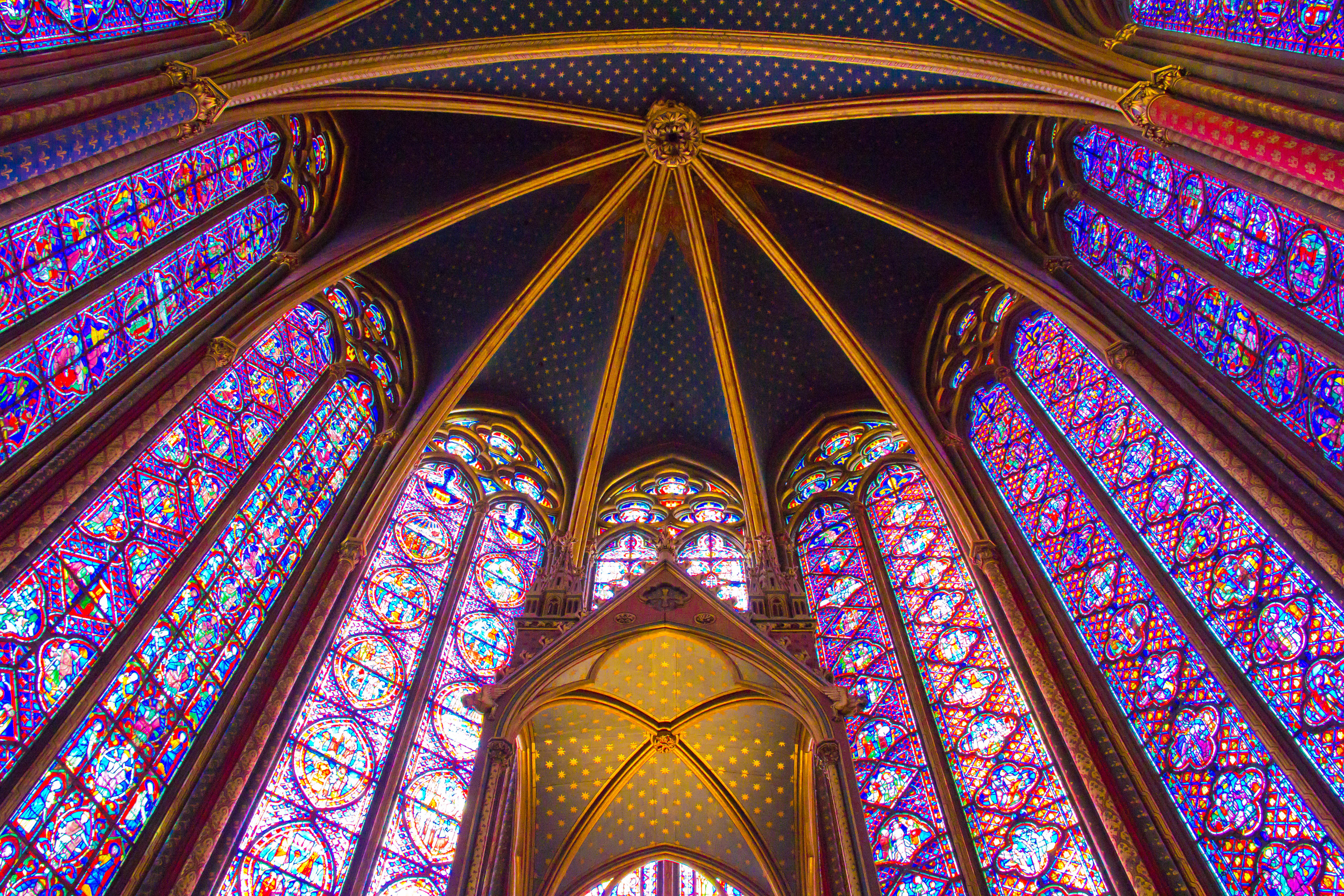
Depuis le XIXe siècle, la "messe rouge" du Barreau de Paris est célébrée dans le décor somptueux de la Sainte-Chapelle.

En 1846, Victor Hugo déplore pourtant encore que la messe rouge n'ait pas eu lieu depuis 1789.
C'est avec le Second Empire que la messe rouge reprend tout son faste. Chantée par la maîtrise de Notre-Dame, la messe est célébrée dans la Sainte Chapelle, et ramène, selon Alexandre Dumas,  "vers les époques disparues et ressuscite, pendant une heure, un peu du cérémonial des Cours et du gourmé pittoresque d'autrefois."
La messe étant terminée, les assistants, dans l'ordre hiérarchique scrupuleusement observé, traversent la terrasse dont les murs sont, pour la circonstance, tendus de tapis des Gobelins et s'engagent dans la galerie Mercière. Les « fidèles » de la messe rouge se rendent directement à la première Chambre de la Cour d'appel où s'ouvre l'audience solennelle.

## Diffusion mondiale de la Messe rouge

### Angleterre
La tradition de la messe rouge a commencé en Angleterre vers 1310, sous le règne d'Edouard II. La messe qui est célébrée chaque année à la cathédrale de Westminster réunit tous les membres de la magistrature et du barreau.

### Ecosse
En Écosse, une messe rouge est célébrée chaque automne dans la cathédrale catholique romaine St. Mary à Édimbourg pour marquer le début de l'année judiciaire écossaise. Des juges catholiques romains de la Haute Cour de justice, des shérifs, des avocats, des avocats et des étudiants en droit y assistent tous vêtus de leurs robes de fonction de couleur rouge.

### États-Unis d'Amérique
Aux États-Unis, la première messe rouge a été célébrée en l'église Saint-Pierre-et-Saint-Paul de Détroit en l'an 1877, sous les auspices de l'actuelle Université de Detroit Mercy. La tradition a été reprise en 1912 et a lieu chaque année depuis. Cette messe rouge est la plus ancienne célébrée sans discontinuité depuis aux États-Unis. Une messe rouge aujourd'hui plus connue de New York est célébrée pour la première fois en 1928. La première messe rouge à Boston a été célébrée le 4 octobre 1941 sous les auspices du Boston College. Mais la messe rouge la plus connue est celle célébrée chaque automne depuis 1939 à la Cathédrale Saint-Matthieu de Washington le dimanche précédant le premier lundi d'octobre.  Elle est parrainée par la John Carroll Society et y assistent certains juges de la Cour suprême, des membres du Congrès, le corps diplomatique, le Cabinet et d'autres ministères et parfois le président des États-Unis. Chaque année, lors du brunch suivant la messe rouge, la Société décerne ses prix de service juridique pro bono pour remercier les avocats et les cabinets d'avocats qui ont fourni un service exceptionnel. Aujourd'hui, des messes rouges sont célébrées dans de nombreuses villes d'Amérique comme à Manchester, New Hampshire, San Diego ou Baltimore.

### Irlande
En Irlande, la messe votive du Saint-Esprit dite messe rouge a lieu chaque année le premier lundi d'octobre, qui est le premier jour de Michaelmas, dernier terme trimestriel de l’année financière dans la tradition britannique et irlandaise. La cérémonie a lieu à l'église catholique romaine Saint Michan, paroisse des Four Courts, siège des juridictions suprêmes de l'ordre judiciaire irlandais. Y assistent la justice irlandaise, les avocats et les notaires, ainsi que des représentants du corps diplomatique, de Gardaí, de la justice nord-irlandaise, anglaise et écossaise. Les magistrats ne portent pas leurs robes judiciaires, bien que la tenue formelle du matin soit portée. Une cérémonie parallèle a lieu à l'église anglicane St. Michan d'Irlande.

### Luxembourg
Dans le Grand-Duché du Luxembourg, la messe rouge est célébrée en l'église Saint-Michel au Marché-aux-Poissons, avec le soutien de la conférence Saint-Yves, qui a fait placé une statue de son saint patron réalisée par l'artiste Albert Hames de Rumelange dans une chapelle latérale en 1951.

### Monaco

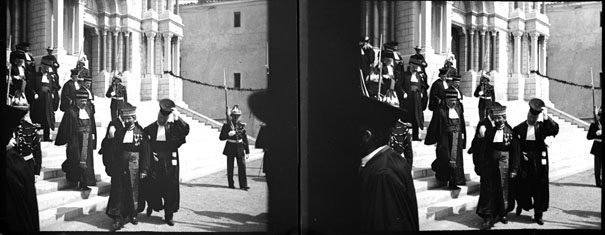
Procession des magistraux du Tribunal suprême de Monaco après la messe rouge célébrée en la Cathédrale de Monaco en 1904.

En Principauté de Monaco, la "messe rouge" mercuriale a lieu en la Cathédrale Notre-Dame-Immaculée, avant de se rendre en procession au Tribunal suprême, où toutes les décisions sont prises sous le crucifix.

### Québec
Le Barreau de Québec célèbre la messe rouge depuis 1896, celui de Toronto depuis 1929 et celui de Montréal depuis septembre 1944.

## Culture

### Musique
En 1699, Marc-Antoine Charpentier compose son Motet pour une longue offrande appelé initialement Motet pour l'offertoire de la Messe rouge. Cette composition a été enregistrée en 1985 par l'ensemble La Chapelle royale avec le soliste Peter Kooy sous la direction de Philippe Herreweghe, obtenant un diapason d'or.

### Littérature
Dans la littérature, la messe rouge est considérée comme un sommet du déploiement fastueux et de la pompe de la liturgie catholique. Ainsi, Diderot décrit l'une de ses protagonistes qui "faisait la révérence comme un président à la messe rouge". C'est aussi le titre d'un roman historique écrit en 2000 par Juliette Benzoni dans sa trilogie sur Le Jeu de l'Amour et de la Mort.